# Protoblepharus apatani
Protoblepharus apatani — вид сцинкоподібних ящірок родини сцинкових (Scincidae). Ендемік Індії.

## Назва
Вид названо на честь народу апатані, що мешкає у місці поширення виду.

## Поширення і екологія
Protoblepharus apatani відомі з типової місцевості, розташованої в заповіднику Таллі-Валлі в окрузі Східний Каменг в штаті Аруначал-Прадеш у Північно-Східній Індії, на висоті 1864 м над рівнем моря. Вони живуть в сухих тропічних широколистяних лісах Східних Гімалаїв, серед опалого листя.